# Iker Jiménez

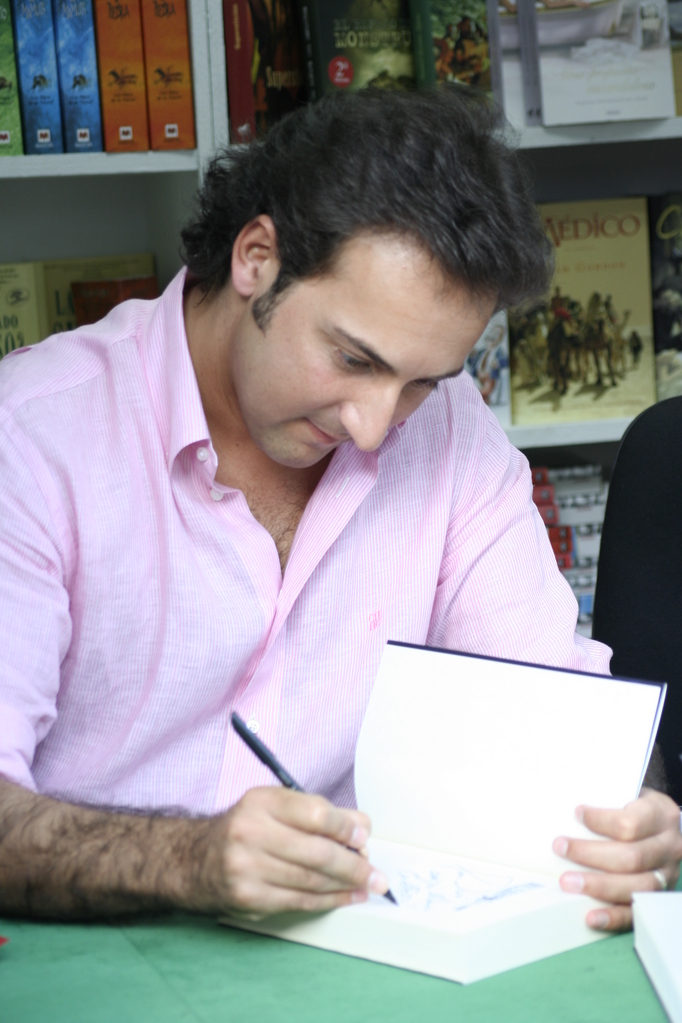
Iker Jiménez (2006)

Iker Jiménez Elizari (* 10. Januar 1973 in Vitoria) ist ein spanischer Journalist und Buchautor.
Bekannt wurde er vor allem durch seine Radio- und Fernsehsendungen, die sich rätselhaften Phänomenen widmen. Jiménez wurde mit zahlreichen Medienpreisen ausgezeichnet. Derzeit moderiert er die Programme Milenio 3 beim Radiosender Cadena SER und Cuarto Milenio beim TV-Sender Canal Cuatro.

## Werke
- Enigmas sin resolver I. Madrid: EDAF, 1999.
- El paraíso maldito. Madrid: EDAF, 2000.
- Enigmas sin resolver II. Madrid: EDAF, 2000.
- Fronteras de lo imposible. Madrid: EDAF, 2001.
- Encuentros. La Historia de los OVNI en España. Madrid: EDAF, 2002.
- Tumbas sin nombre. Madrid: EDAF, 2003.
- La noche del miedo. Madrid: EDAF, 2004.
- Camposanto. 2005. deutsch: Campus sanctus. Reinbek bei Hamburg: Rowohlt-Taschenbuch-Verl., 2007. ISBN 978-3-499-24520-6.
- Milenio 3. El libro. 2006.